# Сталинград (станция метро)
«Сталинград» (фр. Stalingrad) — станция Парижского метрополитена на границе 10-го и 19-го округов Парижа на пересечении линий 2, 5 и 7. Расположена на площади, названной  в честь Сталинградской битвы.

## История
- Надземная станция на линии 2 открылась под названием «Рю-д’Обервилье» (фр. Rue d'Aubervilliers) 31 января 1903 года. 5 ноября 1910 года другая подземная станция была открыта на линии 7 на небольшом расстоянии от первой под названием «Обервилье — Бульвар-де-ля-Виллет» (фр. Boulevard de la Villette). В 1942 году обе станции объединили под названием «Обервилье — Бульвар-де-ля-Виллет», а 12 октября 1942 года открылась третья станция на линии 5, соединённая пересадками с двумя другими. 10 февраля 1946 года станция была переименована в «Сталинград».
- Пассажиропоток пересадочного узла по входу в 2011 году, по данным RATP, составил 6 906 194 человека[1]. В 2013 году этот показатель вырос до 7 588 899 пассажиров (33-е место по уровню входного пассажиропотока в Парижском метро)[2].

## Достопримечательности
Вблизи станции метро «Сталинград» расположены:
- Канал Сен-Мартен
- Ля-Вилеттская ротонда
- Площадь Сталинградской битвы

## Пересадка на наземный транспорт
Автобусы 48, 54 

Noctilien N13, N41, N42, N45

## Галерея

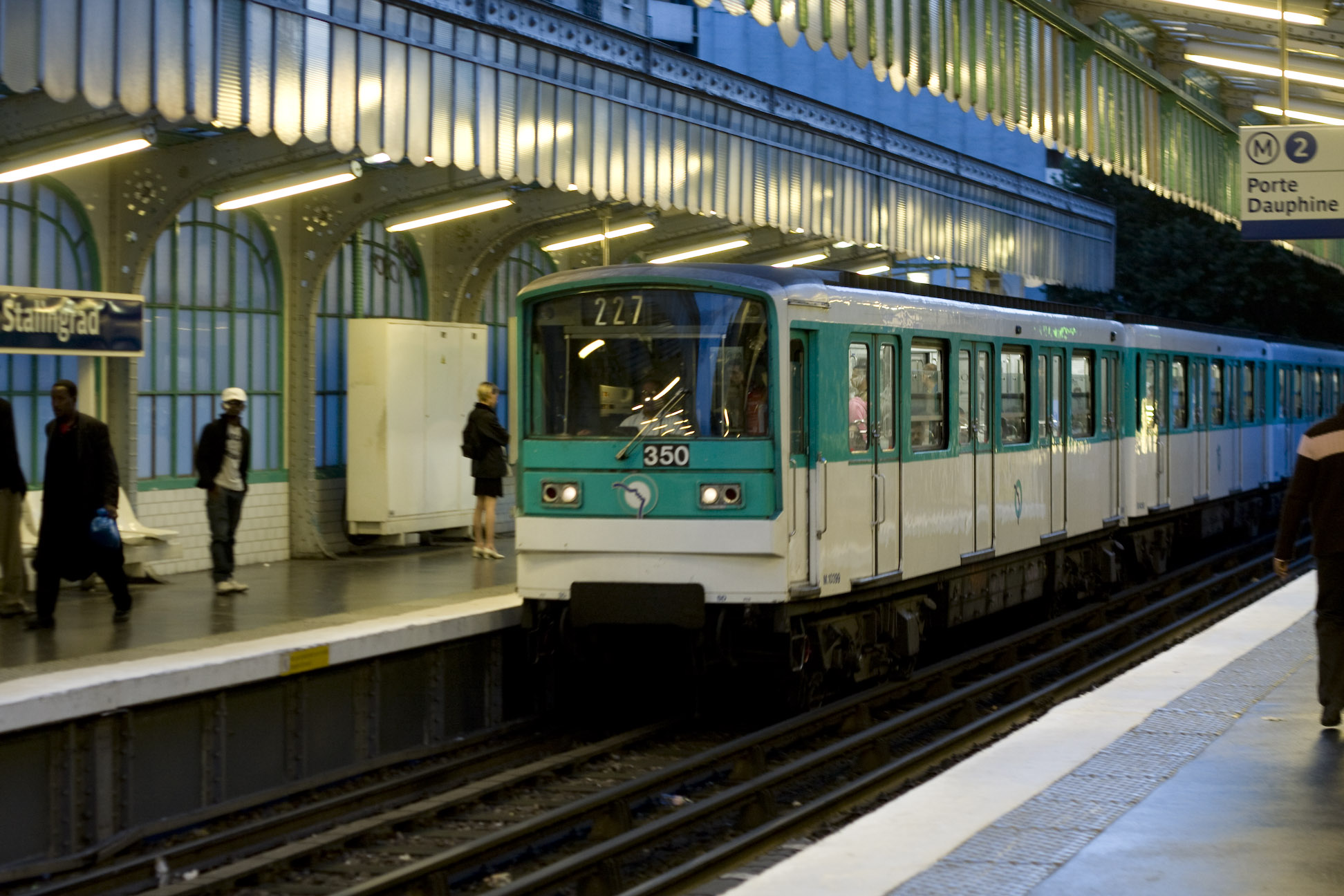
Поезд на станции 2-й линии
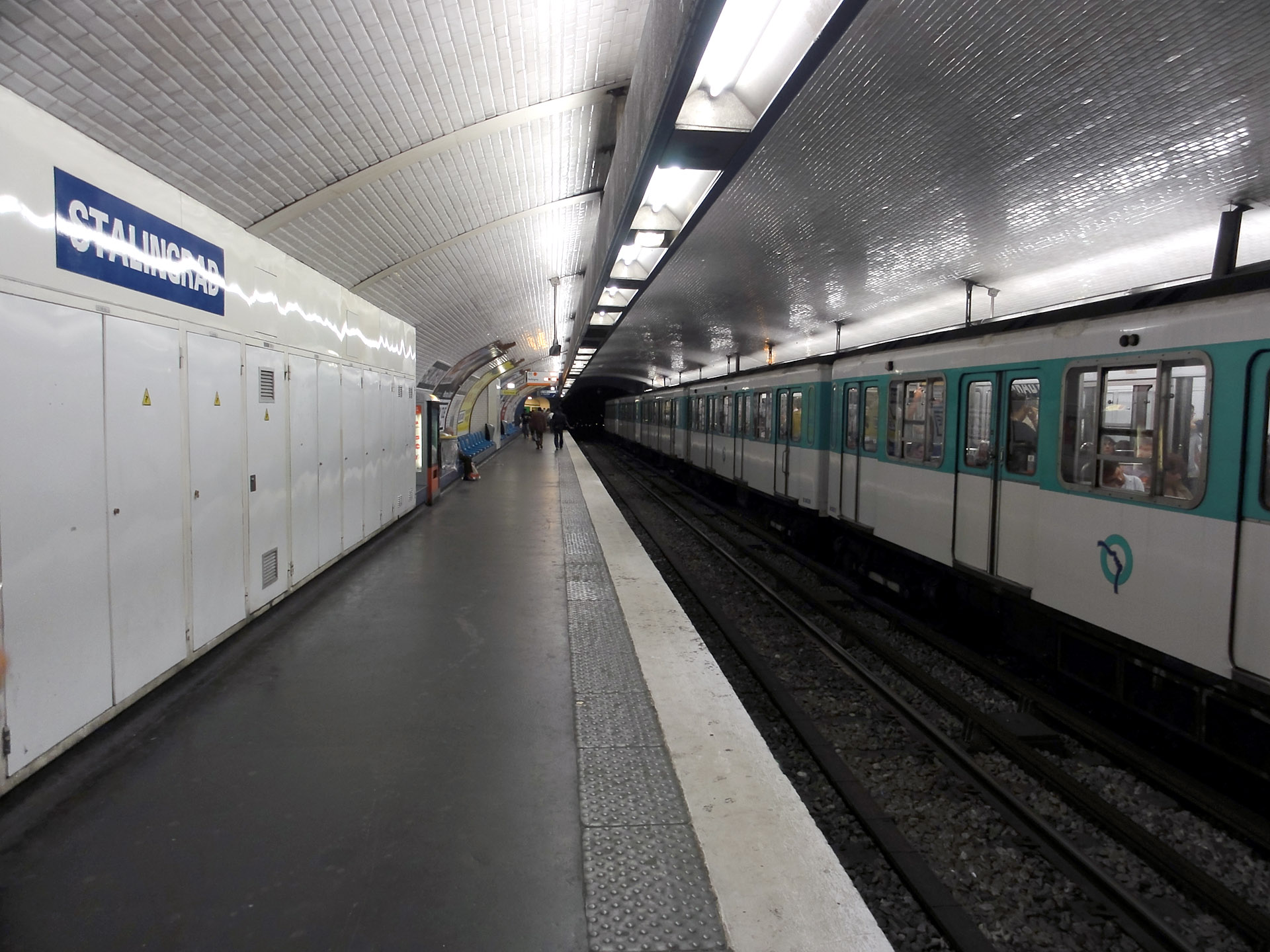
Станция 5-й линии
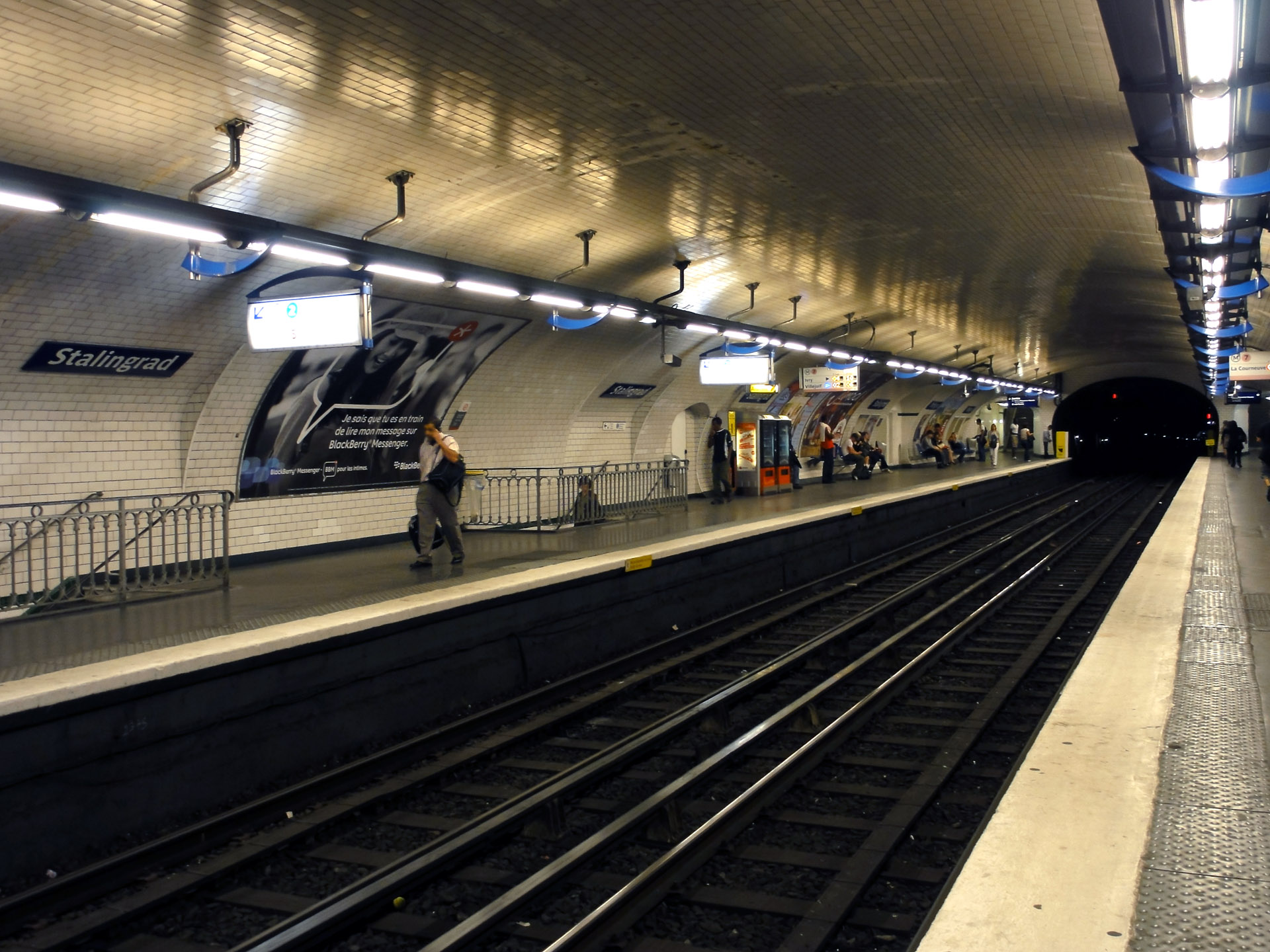
Станция 7-й линии